# 16 karmelitanek z Compiègne

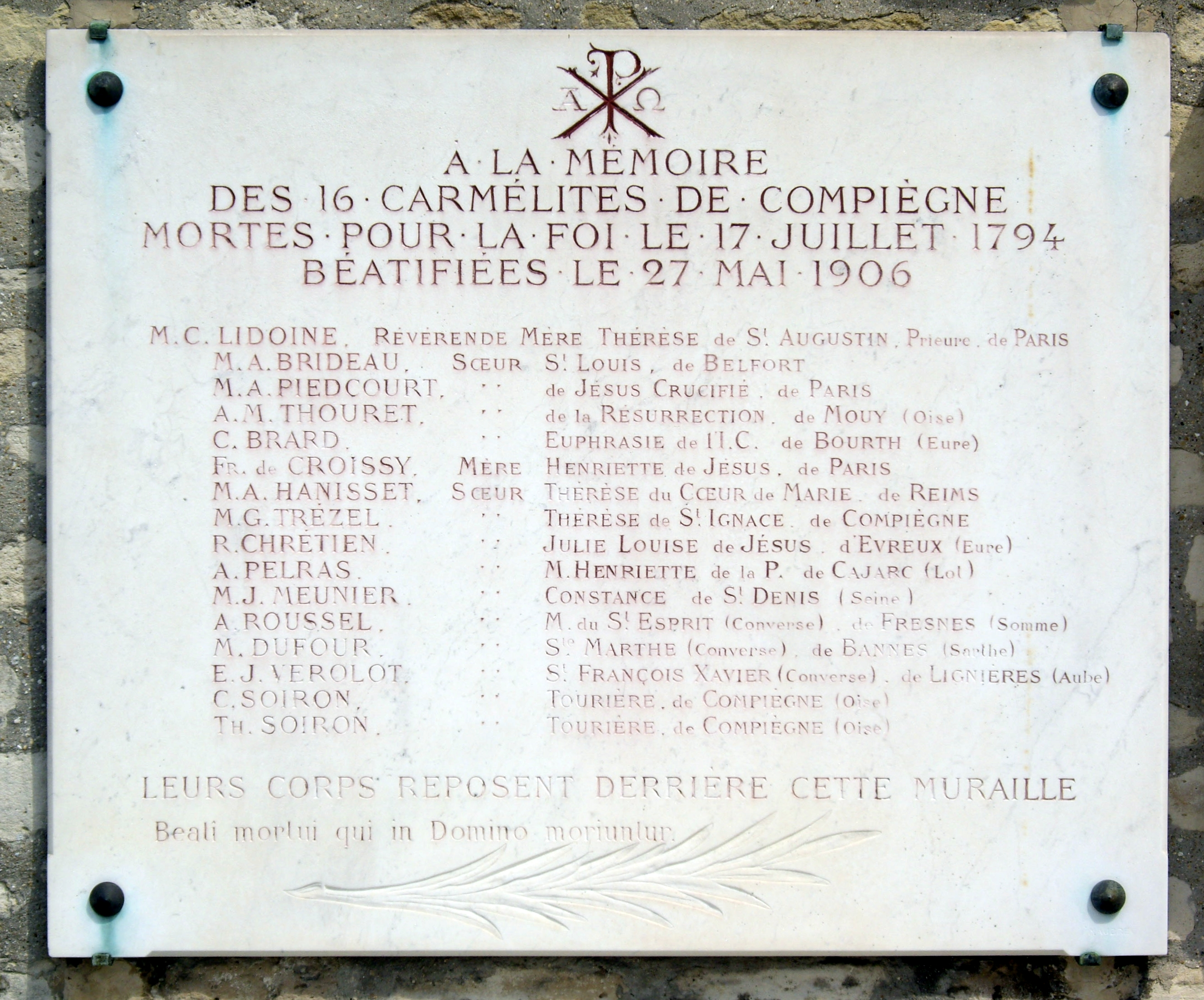
Tablica upamiętniająca 16 karmelitanek na paryskim cmentarzu Picpus

16 karmelitanek z Compiègne we Francji – ofiary antykatolickich prześladowań religijnych okresu rewolucji francuskiej, zgilotynowane w Paryżu 17 lipca 1794 r. Zostały one zaliczone w poczet świętych Kościoła katolickiego.

## Historia
Karmelitanki te mieszkały w klasztorze w Compiègne. W 1792 r. został on zamknięty przez władze rewolucyjne. 14 września 1792 r., zgodnie z decyzją władz, zakonnice opuściły klasztor i założyły świeckie ubrania. Podzieliły się na 4 grupy mieszkające w niezbyt odległych od siebie domach. Przez kolejne 2 lata żyły w nich przestrzegając, w miarę możliwości, zasad zakonnych. Ponieważ karmelitanki są zakonem klauzurowym, więc tylko „siostry zewnętrzne” kupowały potrzebne produkty i rozdzielały pomiędzy domami.
W 1794 r. karmelitanki zostały oskarżone przez prokuratora Antoniego Quentin Fouquier-Tinville o życie we wspólnocie zakonnej. Zostały aresztowane 22 czerwca i uwięzione w byłym klasztorze wizytek. 12 lipca przewieziono je do więzienia Conciergerie w Paryżu, a 5 dni później skazano na śmierć. Zostały zgilotynowane 17 lipca na Place du Trône Renversé (obecnie Place de la Nation). Poszły na gilotynę śpiewając Salve Regina. Jako ostatnia została stracona matka przełożona (co stało się na jej prośbę, gdyż chciała umacniać siostry). Ciała zakonnic wrzucono do dołu z piaskiem na paryskim cmentarzu Picpus, w którym w późniejszym czasie doliczono się 1298 ofiar terroru rewolucji, tak że właściwie nie było szans na odnalezienie ich relikwii.

## Lista 16 karmelitanek z Compiègne
- św. Teresa od św. Augustyna (Maria Magdalena Klaudyna Lidoine) (ur. 22 września 1752 r. w Paryżu) – przeorysza
- św. siostra od św. Ludwika (Maria Anna Brideau) (ur. 7 grudnia 1752 r. w Belfort) – podprzeorysza
- św. Henryka od Jezusa (Maria Franciszka Gabriela de Croissy) (ur. 18 czerwca 1745 r. w Paryżu) – mistrzyni nowicjatu, przełożona w latach 1779–1785
- św. Anna Maria od Jezusa Ukrzyżowanego (Maria Anna Piedcourt) (ur. 9 września 1715 r. w Paryżu)
- św. Karolina od Zmartwychwstania (Anna Maria Magdalena Thouret) (ur. 16 września 1715 w Mouy)
- św. Eufrazja od Niepokalanego Poczęcia (Maria Klaudia Cypriana Brard) (ur. 12 maja 1736 r. w Bourth)
- św. Teresa od Serca Marii (Maria Anna Hanisset) (ur. 1740 lub 1742 r. w Reims)
- św. Julia Luiza od Jezusa (Róża Krystiana de la Neuville) (ur. 30 grudnia 1741 r. w okolicach Évreux) – w młodym wieku wyszła za mąż i jako wdowa wstąpiła do zakonu
- św. Teresa od św. Ignacego (Maria Gabriela Trezel) (ur. 4 kwietnia 1743 r. w Compiègne)
- św.Maria Henryka od Opatrzności Bożej (Maria Anna (lub Aneta) Petras) (ur. 17 czerwca 1760 r. w Cajarc)
- św. Konstancja (Maria Genowefa Meunier) (ur. 28 maja 1765 r. w Saint-Denis) – nowicjuszka
- św. siostra od św. Marty (Maria Dufour) (ur. 1 lub 2 października 1742 r. w Bannes)
- św. Maria od Ducha Świętego (Angelika Roussel) (ur. 4 sierpnia 1742 r. w Fresnes)
- św. siostra od św. Franciszka Ksawerego (Elżbieta Julia Verolot) (ur. 11 stycznia 1764 r. w Laignes lub Lignières)
- św. Katarzyna Soiron (ur. 2 lutego 1742 r. w Compiègne)
- św. Teresa Soiron (ur. 23 stycznia 1748 r. w Compiègne).

Katarzyna i Teresa Soiron były rodzonymi siostrami. Pełniły one w zakonie funkcję analogiczną do współczesnych sióstr zewnętrznych (czyli sióstr załatwiających na zewnątrz sprawy zakonu klauzurowego). W tamtych czasach – inaczej niż obecnie – nie składały one uroczystych ślubów zakonnych, tylko niekanoniczne śluby prywatne. W związku z tym były uznawane właściwie za osoby świeckie, są jednak zaliczane do grupy 16 karmelitanek z Compiègne.

## Dzień obchodów
Dniem w którym w Kościele katolickim wspomina się 16 karmelitanek z Compiègne jest dzień ich śmierci 17 lipca.

## Ikonografia
Przedstawiane są przy szafocie jako grupa karmelitanek z gałęziami palmowymi.

## Proces beatyfikacyjny i kanonizacja
Były pierwszymi ofiarami terroru rewolucji francuskiej, wobec których rozpoczęto proces beatyfikacyjny i jako pierwsze męczennice rewolucji francuskiej zostały beatyfikowane 27 maja 1906 r. przez Piusa X. Kanonizacji równoważnej (przez potwierdzenie kultu) dokonał papież Franciszek 18 grudnia 2024.